# Жуковський Володимир Григорович
Володи́мир Григо́рович Жуко́вський (* 19 березня (31 березня за новим стилем) 1871, Самара — † липень 1922, Новоніколаєвськ, нині Новосибірськ) — російський поет, перекладач, дипломат.
Із середини 1890-х років публікував вірші у різних виданнях, здебільшого в «Новому часі» («Новому времени»). Пізніше вони увійшли до збірки «Вірші. 1893—1904» («Стихотворения. 1893—1904»), виданої 1905 року в Санкт-Петербурзі.